# Rambatan Wetan
Rambatan Wetan is een bestuurslaag in het regentschap Indramayu van de provincie West-Java, Indonesië. Rambatan Wetan telt 6731 inwoners (volkstelling 2010).